# Ričice (Travnik, BiH)
Ričice su naseljeno mjesto u općini Travnik, Federacija Bosne i Hercegovine, BiH.

## Stanovništvo

### 1991.
Nacionalni sastav stanovništva 1991. godine, bio je sljedeći:
ukupno: 653
- Hrvati - 618
- Srbi - 1
- ostali, neopredijeljeni i nepoznato - 34

### 2013.
Nacionalni sastav stanovništva 2013. godine, bio je sljedeći:
ukupno: 584
- Hrvati - 578
- Srbi - 4
- ostali, neopredijeljeni i nepoznato - 2